# Associatie van oranjesteeltje en langkapselsterretje
De associatie van oranjesteeltje en langkapselsterretje (Tortello-Bryoerythrophylletum) is een associatie uit het duinsterretjes-verbond (Tortulo-Koelerion). De associatie omvat door bladmossen gedomineerde, pionierende microvegetatie die vooral te vinden is op de vochtige noordzijde van zeeduinen.

## Naamgeving en codering
- Syntaxoncode voor Nederland (rVvN): r14Ca03
- BWK-karteringscode: hd
- Natura2000-habitattypecode (EU-code): H2130
- Corine biotope: 16.22 - Dunes grises
- Eunis Habitat Types: B1.4 - Coastal stable dune grassland (grey dunes)

De wetenschappelijke naam Tortello-Bryoerythrophylletum is afgeleid van de botanische namen van twee opvallende soorten voor de associatie, de kenmerkende mossoorten langkapselsterretje (Tortula subulata) en oranjesteeltje (Bryoerythrophyllum recurvirostrum).

## Fysiognomie
De associatie van oranjesteeltje en langkapselsterretje is een microgemeenschap waarin vooral kussenvormende mossen de fysiognomie bepalen. De vegetatiestructuur wordt gevormd door een dominante moslaag met daarboven een zeer ijle kruidlaag van overwegend eenjarige planten. Een struik- en boomlaag zijn afwezig.

## Ecologie
De associatie van oranjesteeltje en langkapselsterretje is een pioniergemeenschap die tot ontwikkeling komt op steile (hellende tot loodrechte) hellingen en steilkanten in kalkrijke zeeduingebieden. Het gaat om standplaatsen met een hoge relatieve luchtvochtigheid en een expositie op het noorden. Het substraat bestaat uit min of meer kalkrijk zand met een humushoudende toplaag. Het gaat om kleine opengemaakte plekken tussen grasland of dwergstruweel, waardoor de kale bodem wel bijeengehouden wordt door het wortelstelsel en de humushoudende toplaag behouden blijft. De kleinschalige, kale vestingmilieus waarvan deze gemeenschap afhankelijk is, ontstaan veelal door erosie, tred of graafgedrag van konijnen.

## Subassociaties
Binnen de associatie van oranjesteeltje en langkapselsterretje worden twee subassociaties onderscheiden.

### Typische subassociatie
De typische subassociatie (Tortello-Bryoerythrophylletum typicum) is de meest typische vorm van de associatie van oranjesteeltje en langkapselsterretje. De syntaxoncode voor Nederland (rVvN) is r14Ca03a.

### Subassociatie met groot klokhoedje
Een subassociatie met groot klokhoedje (Tortello-Bryoerythrophylletum encalyptetosum) komt voor op nog kalkrijkere standplaatsen dan de typische subassociatie. Het substraat is rijk(er) aan fijn schelpgruis. Differentiërende soorten voor deze subassociatie zijn groot klokhoedje en kalkgoudmos. De syntaxoncode voor Nederland (rVvN) is r14Ca03b.

## Vegetatiezonering
De associatie komt hoofdzakelijk voor als microgemeenschap in graslandgemeenschappen uit de fakkelgras-orde of dwergstruweelgemeenschappen uit het kraaihei-verbond. Soms kunnen er duidelijke vegetatiemozaïeken ontstaan wanneer konijnen een 'gatenkaas'-patroon graven op een duinnoordhelling, waarbij de associatie de opengemaakte plekken koloniseert.

## Verspreiding
Het volledige verspreidingsgebied van de associatie van oranjesteeltje en langkapselsterretje op Aarde is niet bekend. Het is alleen bekend uit Nederland, en alhier beperkt tot de duinen. In de Kennemerduinen zijn de mooiste voorbeelden te vinden, maar ook op Voorne, Texel, Ameland en Schiermonnikoog komt deze gemeenschap voor.

## Diagnostische taxa voor Nederland en Vlaanderen
Deze associatie heeft enkel topkapselmossen als specifieke kensoorten, waaronder de naamgevende soorten oranjesteeltje en langkapselsterretje de meest voorkomende zijn, naast duinkronkelbladmos, groot klokhoedje en muurdubbeltandmos. Van de hogere niveaus zijn vooral kalksmaltandmos en gewoon klauwtjesmos meestal aanwezig. De hogere planten zijn vertegenwoordig door kleine, mosachtige plantjes als kandelaartje, sierlijke vetmuur en zandhoornbloem. Het gelatineuze korstmos duinzwelmos kent zijn optimum in deze gemeenschap.
Differentiërende soorten ten opzichte van de nauw verwante associatie van vetkruid en tijm zijn zachte haver, kweek, goudhaver en bevertjes.
Kruidlaag
| Kentaxon | Diff.soort | Presentie | Triviale naam          | Botanische naam                   | Opmerking      | Afbeelding |
| -------- | ---------- | --------- | ---------------------- | --------------------------------- | -------------- | ---------- |
| kV       | -          | > 20%     | zanddoddegras          | Phleum arenarium                  |                |            |
| kV       | -          | > 20%     | kandelaartje           | Saxifraga tridactylites           |                |            |
| kV       | -          | > 10%     | duinreigersbek         | Erodium cicutarium subsp. dunense |                |            |
| kO       | -          | > 40%     | ruw vergeet-mij-nietje | Myosotis ramosissima              |                |            |
| kO       | -          | > 40%     | smal fakkelgras        | Koeleria macrantha                |                |            |
| kO       | -          | > 10%     | duinviooltje           | Viola curtisii                    |                |            |
| kO       | -          | < 10%     | kruipend stalkruid     | Ononis spinosa subsp. repens      |                |            |
| kO       | -          | < 10%     | kleine steentijm       | Clinopodium acinos                | Buiten Limburg |            |
| kK       | -          | > 50%     | zandhoornbloem         | Cerastium semidecandrum           |                |            |
| kK       | -          | > 30%     | geel walstro           | Galium verum                      |                |            |
| kK       | -          | > 20%     | zandzegge              | Carex arenaria                    |                |            |
| bg       | -          | -         | sierlijke vetmuur      | Sagina nodosa                     |                |            |

Moslaag
| Kentaxon | Diff.soort | Presentie | Triviale naam         | Botanische naam                      | Opmerking                          | Afbeelding |
| -------- | ---------- | --------- | --------------------- | ------------------------------------ | ---------------------------------- | ---------- |
| kA       | -          | > 60%     | oranjesteeltje        | Bryoerythrophyllum recurvirostrum    |                                    |            |
| kA       | -          | > 60%     | langkapselsterretje   | Tortula subulata                     |                                    |            |
| kA       | -          | > 50%     | duinkronkelbladmos    | Tortella flavovirens                 |                                    |            |
| kA       | -          | > 40%     | groot klokhoedje      | Encalypta streptocarpa               | subassociatie met groot klokhoedje |            |
| kA       | -          | > 20%     | duinbekermos          | Cladonia pocillum                    |                                    |            |
| kA       | -          | > 20%     | kalkgoudmos           | Campyliadelphus chrysophyllus        |                                    |            |
| kA       | -          | > 20%     | muurdubbeltandmos     | Didymodon vinealis                   |                                    |            |
| kV       | -          | > 30%     | kalksmaltandmos       | Ditrichum flexicaule                 |                                    |            |
| kV       | -          | > 20%     | groot duinsterretje   | Syntrichia ruralis var. ruraliformis |                                    |            |
| kV       | -          | > 20%     | klein duinsterretje   | Syntrichia ruralis var. calcicola    |                                    |            |
| kV       | -          | -         | duinzwelmos           | Leptogium gelatinosum                |                                    |            |
| kK       | -          | > 70%     | gewoon klauwtjesmos   | Hypnum cupressiforme                 |                                    |            |
| kK       | -          | > 20%     | gewoon purpersteeltje | Ceratodon purpureus                  |                                    |            |
| kK       | -          | > 20%     | klein leermos         | Peltigera rufescens                  |                                    |            |